# Le Premier Né
Pour plus de détails, voir Fiche technique et Distribution.
Le Premier Né (titre original : The First Baby) est film américain en noir et blanc, réalisé par Lewis Seiler, sorti en 1936. 

## Synopsis
Un couple donne naissance à leur premier enfant et découvre que les grands-mères peuvent être presque aussi exigeantes qu’un nouveau-né. Quand le couple a un deuxième enfant, la belle-mère apprend à ne pas être aussi dominatrice.

## Fiche technique
- Titre : Le Premier Né
- Titre original : The First Baby
- Réalisation : Lewis Seiler
- Scénario : Lamar Trotti
- Musique : Johnny Green, Samuel Kaylin (en)
- Photographie : Barney McGill
- Montage : Alfred DeGaetano (en)
- Producteur : John Stone (producer) (en)
- Société de production et de distribution : 20th Century Fox
- Pays de production :  États-Unis
- Langue originale : anglais américain
- Format : noir et blanc — 35 mm — 1,37:1 — son : mono (Western Electric Noiseless Recording)
- Genre : comédie
- Durée : 75 minutes
- Dates de sortie :
  - États-Unis : 2 avril 1936
  - France : 12 janvier 1939[1]

## Distribution
- Johnny Downs : Johnny Ellis
- Shirley Deane (en) : Trudy Wells
- Jane Darwell : Mrs. Ellis
- Dixie Dunbar (en) : Maude Holbrook
- Marjorie Gateson : Mrs. Wells
- Gene Lockhart : Mr. Ellis
- Taylor Holmes : Mr. Wells
- Willard Robertson : Dr Clarke
- Hattie McDaniel : Dora
- Clay Clement : l'obstétricien